# Перрі (Мен)
Перрі (англ. Perry) — місто (англ. town) в США, в окрузі Вашингтон штату Мен. Населення — 802 особи (2020).

## Демографія
Згідно з переписом 2010 року, у місті мешкало 889 осіб у 362 домогосподарствах у складі 253 родин. Було 551 помешкання
Расовий склад населення:
| - 85,5 % — білих - 10,5 % — корінних американців - 0,3 % — вихідців з тихоокеанських островів - 0,1 % — азіатів |

До двох чи більше рас належало 3,3 %. Частка іспаномовних становила 1,0 % від усіх жителів.
За віковим діапазоном населення розподілялося таким чином: 23,8 % — особи молодші 18 років, 62,3 % — особи у віці 18—64 років, 13,9 % — особи у віці 65 років та старші. Медіана віку мешканця становила 44,0 року. На 100 осіб жіночої статі у місті припадало 92,4 чоловіків;  на 100 жінок у віці від 18 років та старших — 97,4 чоловіків також старших 18 років.
Середній дохід на одне домашнє господарство  становив 55 354 долари США (медіана — 44 417), а середній дохід на одну сім'ю — 64 345 доларів (медіана — 53 056). Медіана доходів становила 52 250 доларів для чоловіків та 35 375 доларів для жінок. За межею бідності перебувало 21,5 % осіб, у тому числі 18,8 % дітей у віці до 18 років та 16,6 % осіб у віці 65 років та старших.
Цивільне працевлаштоване населення становило 249 осіб. Основні галузі зайнятості: освіта, охорона здоров'я та соціальна допомога — 28,9 %, роздрібна торгівля — 12,9 %, виробництво — 10,8 %, публічна адміністрація — 10,4 %.